# 964
| [ Edytuj tabelę ]              |                                                            |
| Książę Polski                  | - 960 Mieszko I 992                                        |
| Król Anglii                    | - 959 Edgar Spokojny 975                                   |
| Hrabia Aragonii                | - 922 Andregota Galíndez 972                               |
| Hrabia Aragonii i król Nawarry | - 926 Garcia I 970                                         |
| Hrabia Barcelony               | - 947 Borrell II 992 - 947 Miro 966                        |
| Książę Bawarii                 | - 955 Henryk II Kłótnik 976                                |
| Książę Burgundii               | - 956 Otto 965                                             |
| Cesarz Bizancjum               | - 963 Nicefor II Fokas 969                                 |
| Car Bułgarii                   | - 927 Piotr I 969                                          |
| Cesarz Chin                    | - 960 Song Taizu 976                                       |
| Książę Czech                   | - 935 Bolesław I Srogi 972                                 |
| Król Danii                     | - 958 Harald Sinozęby 987                                  |
| Władca Egiptu                  | - 960 Abu al-Hasan Ali 966                                 |
| Król Franków zachodnich        | - 954 Lotar 986                                            |
| Król Gruzji                    | - 961 Dawid III 1001                                       |
| Hrabia Holandii                | - 939 Dirk II 988                                          |
| Cesarz Japonii                 | - 946 Murakami 967                                         |
| Kalif                          | - 946 Al-Muti 974                                          |
| Hrabia Kastylii                | - 923 Ferdinand Gonzalez 970                               |
| Król Khmerów                   | - 944 Radżendrawarman II 968                               |
| Wielki książę Kijowa           | - 945 Światosław I 972                                     |
| Patriarcha Konstantynopola     | - 956 Polieuktos 970                                       |
| Władca Korei                   | - 949 Kwangjong 975                                        |
| Król Leónu                     | - 960 Sancho I Gruby 966                                   |
| Król Norwegii                  | - 961 Harald II Szara Opończa 976                          |
| Hrabia Palatynatu              | - 945 Hermann Pusillus 994                                 |
| Papież                         | - 955 Jan XII 964 - 963 Leon VIII 965 - 964 Benedykt V 965 |
| Hrabia Portugalii              | - 950 Gonçalo Mendes 999                                   |
| Cesarz Rzymski (niemiecki)     | - 962 Otton I Wielki 973                                   |
| Książę Saksonii                | - 961 Hermann 973                                          |
| Król Szkocji                   | - 962 Dubh 966                                             |
| Doża Wenecji                   | - 959 Pietro IV Candiano 976                               |
| Książę Węgier                  | - 955 Taksony 970                                          |

Rok 964 / CMLXIV
stulecia: IX wiek ~
X wiek ~
XI wiek

lata: 954 «
959 «
960 «
961 «
962 «
963 «
964
» 965
» 966
» 967
» 968
» 969
» 974

## Wydarzenia w Polsce

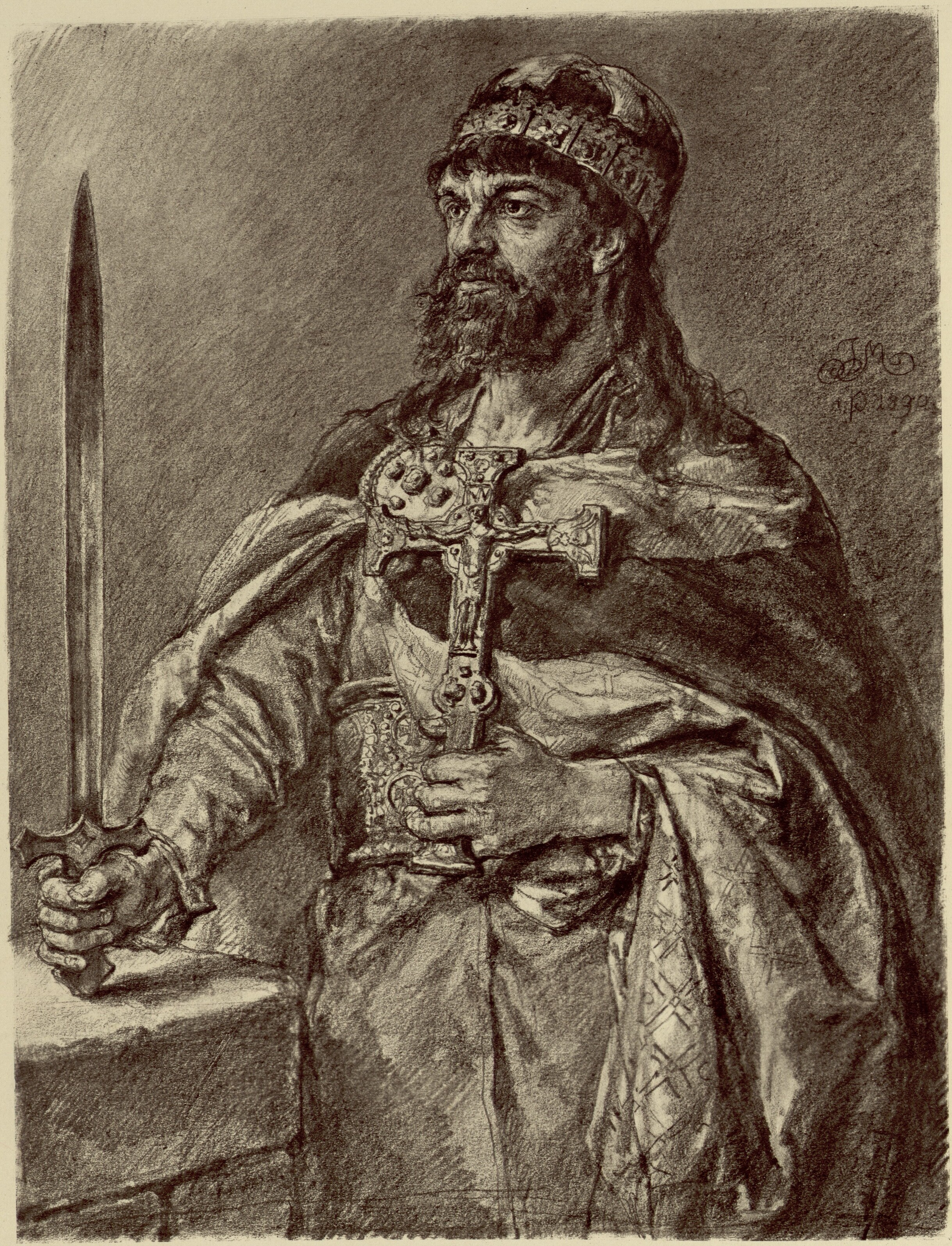
Mieszko I

- Walki Mieszka I z feudałami niemieckimi. Mieszko zapłacił trybut z zachodniej części państwa[1].
- Układ Mieszka I z margrabią Marchii Wschodniej Geronem[2].

## Wydarzenia na świecie
- 22 maja – lud rzymski wybrał na papieża Benedykta V[3].

## Zmarli
- 28 marca - Arnulf I Wielki, hrabia Flandrii (ur. 890)
- 14 maja – Jan XII, papież (ur. ok. 937)